# Karolina Filipowicz
Karolina Barbara Filipowicz (ur. 30 listopada 1988) – polska siatkarka występująca na pozycji rozgrywającej.

## Kariera
Wywodzi się z Tomaszowa Mazowieckiego, a na pierwsze treningi siatkówki trafiła do miejscowego klubu MUKS Dargfil. Nie później niż w 2004 roku przeniosła się jednak do zespołu  Budowlanych Toruń prowadzonych przez znaną z wychowania siatkarskiej młodzieży Ewę Openchowską. W Toruniu uczęszczała do współpracującego z klubem X Liceum. W wieku 16 lat Filipowicz rozpoczęła występy w drużynie seniorek – w 2005 roku zespół z Torunia był beniaminkiem II ligi. W sezonie 2006/2007, kiedy Budowlani uzyskali awans do I ligi, występowała naprzemiennie z drugą rozgrywającą, Małgorzatą Kowalską. W pierwszym roku na parkietach pierwszej ligi Filipowicz z powodzeniem rywalizowała o miejsce w składzie z Ewą Kamińską, zaś w kolejnym z Judytą Szulc.
Latem 2009 roku rozgrywająca przeniosła się do występującego klasę rozgrywkową niżej zespołu Szóstka Biłgoraj. W klubie z Lubelszczyzny spędziła trzy sezony, w trakcie których rozpoczęła studia na kierunku wychowanie fizyczne na Uniwersytecie Rzeszowskim. Reprezentowała też tę uczelnię podczas siatkarskich rozgrywek akademickich. 
W 2012 roku Filipowicz trafiła do nowo zawiązanego klubu Developres Rzeszów, gdzie została wybrana pierwszą w historii kapitan drużyny. W debiutanckim sezonie rzeszowianki zdołały wywalczyć awans do I ligi. W kolejnym roku, kiedy do składu Developresu dołączyła jej młodsza siostra Paulina Filipowicz, Karolina poprowadziła zespół z Rzeszowa do drugiego kolejnego awansu, tym razem do najwyższej klasy rozgrywkowej. W Orlen Lidze była jedną z podstawowych zawodniczek Developresu, który jednak zakończył rozgrywki na rozczarowującym 11. miejscu.
Po ostatnim meczu sezonu 2014/2015 Filipowicz ogłosiła, że w kolejnym roku nie będzie występowała w drużynie z Podkarpacia. Wkrótce okazało się, że Filipowicz postanowiła zasilić szeregi pierwszoligowej wówczas ekipy Budowlanych Toruń, do której wróciła po sześciu latach nieobecności. W sezonie 2015/2016 torunianki dotarły aż do wielkiego finału I ligi, gdzie jednak uległy ŁKS-owi Łódź. Po zaledwie jednym roku rozgrywająca ponownie opuściła zespół Budowlanych.